# Pryozerne (obwód iwanofrankiwski)
Pryozerne (ukr. Приозерне; do 1961 roku Psary) – wieś na Ukrainie w rejonie rohatyńskim obwodu iwanofrankowskiego. 
W II Rzeczypospolitej wieś w powiecie rohatyńskim województwa stanisławowskiego. Od 1923 r. zarządcą tutejszego majątku ziemskiego był dr Aleksander Olszański, lekarz Wojska Polskiego, zamordowany przez NKWD w 1940 r.   
22 lutego 1944 r. nacjonaliści ukraińscy z OUN-UPA zamordowali tutaj 10 Polaków.
Znajduje tu się przystanek kolejowy Pryozerne, położony na linii Tarnopol – Stryj.

## Zabytki
- Pałac w Pryozernem[a]